# Erection Day
Erection Day is aflevering 132 (#907) van de animatieserie South Park. Deze aflevering werd in Amerika voor het eerst uitgezonden op 20 april 2005.

## Verhaal
In deze aflevering heeft Jimmy te kampen met erecties. Hij twijfelt daarom of hij wel mee wil doen aan de talentenshow op school en krijgt er zelfs een nachtmerrie over. Hij vraagt raad aan Butters, die hem vertelt dat hij geslachtsgemeenschap moet hebben, waarna zijn penis weer slap zal worden. Met behulp van Cartman lijkt Jimmy een date te hebben, totdat hij haar voorstelt zijn penis in haar vagina te steken.
Terwijl op school de talentenjacht op het punt staat te beginnen, gaat Jimmy op advies van Officer Barbrady naar het "red-light-district" van de stad. Hij neemt een hoer, genaamd "Nut-Gobblers" mee naar een restaurant, maar daar komt al snel haar pooier opdagen. Er volgt een achtervolging tussen Jimmy en de pooier en de pooier, "Q Money" geheten, neemt haar mee naar het dak van een gebouw om haar neer te schieten. Jimmy maakt hem met enkele grappen echter aan het lachen, waarna Nut-Gobblers hem neerslaat. Jimmy draagt haar vervolgens naar een gebouw dat "Ho-Tel" heet, terwijl de overige prostituees applaudisseren.
Mr. Garrison wil de talentenjacht, die tot dan nog niet veel voorstelde (zo plaste Butters in zijn broek en zong een groepje gothics het nummer "Talent Shows Are For Fags"), beëindigen, als Jimmy binnenkomt. Als hij net bezig is, krijgt hij wederom een erectie. De aflevering eindigt, voordat de kijker de gevolgen heeft kunnen zien.